# Hörsching
Hörsching é um município da Áustria localizado no Linz-Land, no estado de Alta Áustria.